# Louise van Béon
Louise van Béon (1605 - Parijs, 2 september 1665) was van 1647 tot aan haar dood gravin van Brienne.

## Levensloop
Louise was een dochter van Bernard III de Béon du Massès, baron en daarna markgraaf van Bouteville en gouverneur van Saintonge, Angoumois en Limousin, uit diens huwelijk met Louise van Luxemburg-Ligny, gravin van Brienne. Haar moeder was de jongste zus van Karel II van Luxemburg-Ligny, hertog van Piney en graaf van Ligny en Brienne.
Na de dood van haar moeder in 1647 werd ze gravin van Brienne. Dit graafschap werd vooral beheerd door haar echtgenoot Henri-Auguste de Loménie (1595-1666), heer van La Ville-aux-Clercs en Frans minister van Buitenlandse Zaken, met wie ze op 2 maart 1623 huwde. Ze zou ook goed bevriend zijn geweest met Anna van Oostenrijk, de moeder van koning Lodewijk XIV van Frankrijk.
Louise van Béon overleed in september 1665.

## Nakomelingen
Louise van Béon en haar echtgenoot kregen zes kinderen:
- Marie Antoinette (1624-1704), huwde in 1642 met markgraaf Nicolas Joachim de Rouault de Gamaches
- Louis-Henri de Loménie de Brienne (1636-1698), graaf van Brienne en staatssecretaris van Buitenlandse Zaken
- Charles François (1638-1720), bisschop van Coutances
- Alexandre Bernard (1640-1673), minoriet bij de Orde van Sint-Jan
- Jeanne, jong gestorven
- Madeleine, jong gestorven